# Cédric Lachat
Cédric Lachat [sédrik laša] (* 17. srpna 1984 Porrentruy) je švýcarský horolezec, speleolog a bývalý reprezentant ve sportovním lezení. Druhý švýcarský vítěz Rock Masteru a Mistr Evropy v boulderingu, vicemistr Evropy v lezení na obtížnost. Člen Petzl týmu.
Mistr Švýcarska v lezení na obtížnost, v lezení na rychlost i v boulderingu, vítěz Švýcarského poháru v lezení na obtížnost a juniorský mistr Švýcarska.
Juniorský mistr světa a vítěz Evropského poháru juniorů v lezení na obtížnost.
Lezení se věnoval také jeho starší bratr a speleolog Raphaël Lachat (* 1980, Porrentruy), např. na mistrovství Švýcarska 2002 v boulderingu se umístil na druhém místě, tedy o místo lépe než Cédric.

## Výkony a ocenění
- jediný švýcarský mužský medailista v celkovém hodnocení světového poháru (k roku 2016)
- pět nominací na mezinárodní prestižní závody Rock Master v italském Arcu

### Závodní výsledky
Ledolezení
| Mistrovství světa | Mistrovství světa |
| Rok               | 2009              |
| ----------------- | ----------------- |
| Obtížnost         | 29-30             |

| Světový pohár | Světový pohár | Světový pohár |
| Rok           | 2008          | 2009          |
| ------------- | ------------- | ------------- |
| Obtížnost     | 22            | 45            |
| jednotlivě*   | 10,-,-        | -,29-30,-     |

* poznámka: napravo jsou poslední závody v roce
Sportovní lezení
| Arco Rock Master | Arco Rock Master | Arco Rock Master | Arco Rock Master | Arco Rock Master |
| Rok              | 2003             | 2009             | 2010             | 2011             |
| ---------------- | ---------------- | ---------------- | ---------------- | ---------------- |
| Obtížnost        | 5                | 4                | 10               | —                |
| Bouldering       | —                | —                | 1                | —                |
| Duel             | —                | —                | —                | 8                |

| Mistrovství světa | Mistrovství světa | Mistrovství světa | Mistrovství světa | Mistrovství světa | Mistrovství světa | Mistrovství světa | Mistrovství světa |
| Rok               | 2001              | 2003              | 2005              | 2007              | 2009              | 2011              | 2012              |
| ----------------- | ----------------- | ----------------- | ----------------- | ----------------- | ----------------- | ----------------- | ----------------- |
| Obtížnost         | 19                | 9-11              | 4                 | 3-5               | 7                 | 11-12             | 13                |
| Rychlost          | 18-20             | —                 | —                 | 53-70             | 41                | 54                | 45                |
| Bouldering        | —                 | —                 | 8                 | 3                 | 9                 | 5                 | 12                |

- 2013: SP 24.-25. obtížnost, 12. bouldering

| Mistrovství Evropy | Mistrovství Evropy | Mistrovství Evropy | Mistrovství Evropy | Mistrovství Evropy | Mistrovství Evropy | Mistrovství Evropy |
| Rok                | 2002               | 2004               | 2006               | 2008               | 2010               | 2013               |
| ------------------ | ------------------ | ------------------ | ------------------ | ------------------ | ------------------ | ------------------ |
| Obtížnost          | 10                 | 17                 | 2                  | 18-21              | 12                 | 8                  |
| Rychlost           | —                  | —                  | 15                 | —                  | 37                 | —                  |
| Bouldering         | —                  | —                  | zrušeno            | 3                  | 1                  | —                  |

- 1996: Mistrovství Švýcarska 7. U16 obtížnost
- 1998: 2. U16 obtížnost
- 1999: 1. U16 obtížnost
- 2000: 1. junioři obtížnost
- 2001: 8. obtížnost
- 2002: 1. obtížnost
- 2002: 3. bouldering
- 2003: 1. obtížnost
- 2003: 1. bouldering
- 2004: 1. bouldering
- 2005: 1. obtížnost
- 2005: 2. bouldering
- 2006: 1. obtížnost
- 2006: 1. rychlost
- 2006: 2. bouldering
- 2007: 1. obtížnost
- 2007: Mistrovství Švýcarska 1. bouldering

- 2012: Švýcarský pohár 4. obtížnost (1,-,-,1,-)[3]
- 2013: Švýcarský pohár 1. obtížnost (1,1,1,-)[4]

| Mistrovství světa junorů | Mistrovství světa junorů | Mistrovství světa junorů | Mistrovství světa junorů | Mistrovství světa junorů | Mistrovství světa junorů |
| Rok                      | 1999 kat B               | 2000 kat A               | 2001 kat A               | 2002 junioři             | 2003 junioři             |
| ------------------------ | ------------------------ | ------------------------ | ------------------------ | ------------------------ | ------------------------ |
| Obtížnost                | 8                        | 12-13                    | 4                        | 1                        | 14                       |
| Rychlost                 | —                        | —                        | 4                        | —                        | —                        |